# Lierne
Lierne ist eine Kommune im norwegischen Fylke Trøndelag. Die Kommune hat 1316 Einwohner (Stand: 1. Januar 2025). Verwaltungssitz ist die Ortschaft Sandvika.

## Geografie
Die Gemeinde grenzt an Røyrvik im Norden, Namsskogan im Nordwesten, Grong im Westen und Snåsa im Südwesten. Sowohl im Osten als auch im Süden grenzt Lierne an Schweden. An der Grenze zu Røyrvik im Norden liegen die Seen Limingen und Tunnsjøen. Am Ostufer des weiter im Zentrum gelegenen Sees Laksjøen liegt die Ortschaft Sandvika. Die höchsten Erhebungen befinden sich in der südlichen Hälfte der Gemeinde. Die höchste Erhebung ist der Hestkjøltoppen (Mealhkoe) mit einer Höhe von 1390,1 moh. im Südosten. Der Midtiklumpen weiter südwestlich erreicht eine Höhe von 1333 moh. Über die Hälfte des Gemeindeareals liegt auf über 600 Metern. Teile der Gemeinde gehören zum Blåfjella-Skjækerfjella-Nationalpark und dem Lierne-Nationalpark.

## Einwohner
Seit den 1960er-Jahren ist die Einwohnerzahl rückläufig. Die Einwohner leben vor allem um die im geografischen Zentrum gelegenen Gebiete. Sandvika ist der einzige sogenannte Tettsted, also die einzige Ansiedlung, die für statistische Zwecke als eine städtische Siedlung gewertet wird. Zum 1. Januar 2024 lebten dort 220 Einwohner.
Die Einwohner der Gemeinde werden Libygg genannt. Lierne hat wie viele andere Kommunen der Provinz Trøndelag weder Nynorsk noch Bokmål als offizielle Sprachform, sondern ist in dieser Frage neutral.
| Jahr          | 1986 | 1990 | 1995 | 2000 | 2005 | 2010 | 2015 | 2020 | 2025 |
| ------------- | ---- | ---- | ---- | ---- | ---- | ---- | ---- | ---- | ---- |
| Einwohnerzahl | 1782 | 1694 | 1638 | 1565 | 1509 | 1435 | 1394 | 1355 | 1316 |

## Geschichte
Die Gemeinde Lierne entstand zum 1. Januar 1874 durch eine Abtrennung von der Kommune Snåsa. Damals lebten 1015 Personen in Lierne. Die Gemeinde bestand bis 1915, als sie am 1. Juli 1915 in Sørli und Nordli aufgeteilt wurde. Sørli hatte zu diesem Zeitpunkt 739, Nordli 863 Einwohner. Die erneute Zusammenführung der Gemeinden erfolgte am 1. Januar 1964. Bis zum 31. Dezember 2017 gehörte Lierne der damaligen Provinz Nord-Trøndelag an. Sie ging im Zuge der Regionalreform in Norwegen in die zum 1. Januar 2018 neu geschaffene Provinz Trøndelag über.
Mit der Nordli kirke und der Sørli kirke befinden sich zwei neugotische Kirchen aus dem Jahr 1873 in Lierne.

## Wirtschaft und Infrastruktur

### Verkehr
Von Sandvika aus führt der Fylkesvei 74 nach Westen und stellt die Verbindung zur durch Grong verlaufenden Europastraße 6 (E6) her. Richtung Osten führt die Straße nach Schweden. Von Südosten kommend durchquert der Fylkesvei 765 die Gemeinde, südlich von Sandvika mündet er in den Fylkesvei 74.

### Wirtschaft
Für die Wirtschaft von Bedeutung ist unter anderem die Land- und Forstwirtschaft. Die landwirtschaftlichen Betriebe sind vor allem auf Rinder- und Schafhaltung spezialisiert. Die industrielle Produktion konzentriert sich vor allem auf die Lebensmittelindustrie und den Abbau von Schiefer.

## Wappen
Das seit 1984 offizielle Wappen der Kommune zeigt drei silberne Schneehühner auf blauem Hintergrund. Es soll die in der Gemeinde verbreitete Jagd auf Kleinwild symbolisieren.

## Persönlichkeiten
- Theodor Hesselberg (1885–1966), Meteorologe
- Frode Estil (* 1972), Skilangläufer